# Skip (entreprise)
Pour les articles homonymes, voir Skip (homonymie).
Skip Ltd. était un studio de développement de jeux vidéo fondé en 2000 et basé à Tokyo. Le studio ferme discrètement, sans annonce. Le site web est fermé.

## Ludographie
Game Boy Advance
- bit Generations: Boundish
- bit Generations: Coloris
- bit Generations: Dialhex
- bit Generations: Dotstream
- bit Generations: Orbital
- bit Generations: Soundvoyager

Nintendo DS
- Art Style: AQUIA
- Art Style: BASE 10
- Art Style: BOXLIFE
- Art Style: precipice
- Art Style: PiCTOBiTS
- Art Style: ZENGAGE
- Chibi-Robo! Park Patrol
- Okaeri! Chibi-Robo! Happy Richie Ōsōji!
- LOL

Nintendo 3DS
- Chibi-Robo! Photo Finder
- Chibi-Robo! Zip Lash

GameCube
- Chibi-Robo!
- Giftpia

Wii
- Art Style: CUBELLO
- Art Style: Light Trax
- Art Style: Orbient
- Art Style: ROTOHEX
- Art Style: Rotozoa
- Captain Rainbow
- Chibi-Robo! (Nouvelle façon de jouer !)
- Snowpack Park[1]
- Wii Play: Motion